# Korisliiga
De Korisliiga is de hoogste mannenbasketbalcompetitie van Finland en bestaat sinds 1939. Ze bestaat uit 12 ploegen die na een regulier seizoen in de play-offs strijden voor de landstitel. Pantterit is recordhouder van de meeste gewonnen landstitels met 14 titels. In 2022 sloot de Korisliiga zich aan bij de ULEB.

## Ontstaan
De competitie werd voor het eerst georganiseerd in maart en april 1939 er waren acht teams uit de metropoolregio Helsinki, twee teams uit de regio Kotka en twee teams uit Vyborg. De beste vier ploegen kwalificeerde zich voor de finaleronde waarin Ylioppilaskoripalloilijat de eerste landskampioen werd nadat de andere finalisten Eiran Kisa-Veikot zich terugtrokken. In de herfst van 1940 vond de tweede editie plaats waarin alle ploegen tegen elkaar speelden en Eiran Kisa-Veikot kampioen werd. In 1941 volgde een derde kampioenschap dat gewonnen werd door Kadettikoulu de ploeg van de Nationale Defensie Universiteit. 
Nadien volgde door de Tweede Wereldoorlog twee jaar lang geen competitie. Wel werden er tijdens de oorlogsjaren verschillende wedstrijden gespeeld tussen legereenheden en losse ploegen. In de herfst van 1944 werd er voor het eerst opnieuw een competitie gehouden tussen zeven ploegen die gewonnen werd door Kiri-Veikot. In 1944 werd ook voor het eerst een vrouwencompetitie gehouden.

## Naamsveranderingen
- 1939-1999: miesten koripallon SM-sarja
- 1999-2004: SM-koris (Suomen mestaruus)
- 2004-2005: Sparliiga
- 2005-heden: Korisliiga

## Opzet
In het huidige opzet speelt elk team twee keer tegen alle andere teams in het reguliere seizoen, één keer thuis en één keer uit, voor een totaal van 22 reguliere seizoenswedstrijden. De beste zes teams gaan door naar de bovenste fase en de onderste zes teams spelen lagere fase na 22 wedstrijden, 5 thuiswedstrijden en 5 uitwedstrijden tegen alle andere teams in de fase. De beste twee teams uit de onderste groep gaan door naar de play-offs met de teams uit de bovenste groep. De play-offs worden gespeeld in best of seven formaat, behalve de kwartfinales die worden gespeeld in best of 5 formaat.

## Ploegen
- Volgende ploegen speelden in het seizoen 2023/24:

| Club              | Stad         | Oprichting | Coach            |
| ----------------- | ------------ | ---------- | ---------------- |
| BC Nokia          | Nokia        | 1997       | Greg Gibson      |
| Bisons Loimaa     | Loimaa       | 1964       | Juri Heinamäki   |
| Helsinki Seagulls | Helsinki     | 2013       | Vesa Vertio      |
| Karhu Basket      | Kauhajoki    | 1910       | Janne Koskimies  |
| Kataja Basket     | Joensuu      | 1955       | Petri Virtanen   |
| Kobrat            | Lapua        | 1989       | Ville Turja      |
| Korihait          | Uusikaupunki | 1994       | Darko Mihajlovic |
| Kouvot            | Kouvola      | 1964       | Jyri Lehtonen    |
| KTP-Basket        | Kotka        | 1927       | Roope Mäkelä     |
| Lahti Basketball  | Lahti        | 2015       | Tom Cooman       |
| Vilpas Vikings    | Salo         | 1908       | Jussi Savolainen |
| Tampereen Pyrintö | Tampere      | 1896       | Miikka Sopanen   |

## Erelijst
- Informatie afkomstig vanuit: [1]